# مانويل غارنيكا
مانويل غارنيكا (بالإسبانية: Manuel Garnica)‏ مواليد 12 أكتوبر 1974 في غوادالاخارا، هو ملاكم محترف مكسيكي يصنف ضمن فئة وزن الوسط.

## إحصائيات
خاض خلال مسيرته 36 نزالا، فاز في 23 ولم يتعادل وخسر في 11. فاز بالضربة القاضية في 13 نزالا.

## روابط خارجية
- مانويل غارنيكا على موقع بوكس ريك (الإنجليزية) (registration required)